# Champigny-sur-Marne
Champigny-sur-Marne is een gemeente in het Franse departement Val-de-Marne (regio Île-de-France). De gemeente telde 78.367 inwoners op 1 januari 2022. De plaats maakt deel uit van het arrondissement Nogent-sur-Marne.

## Geschiedenis

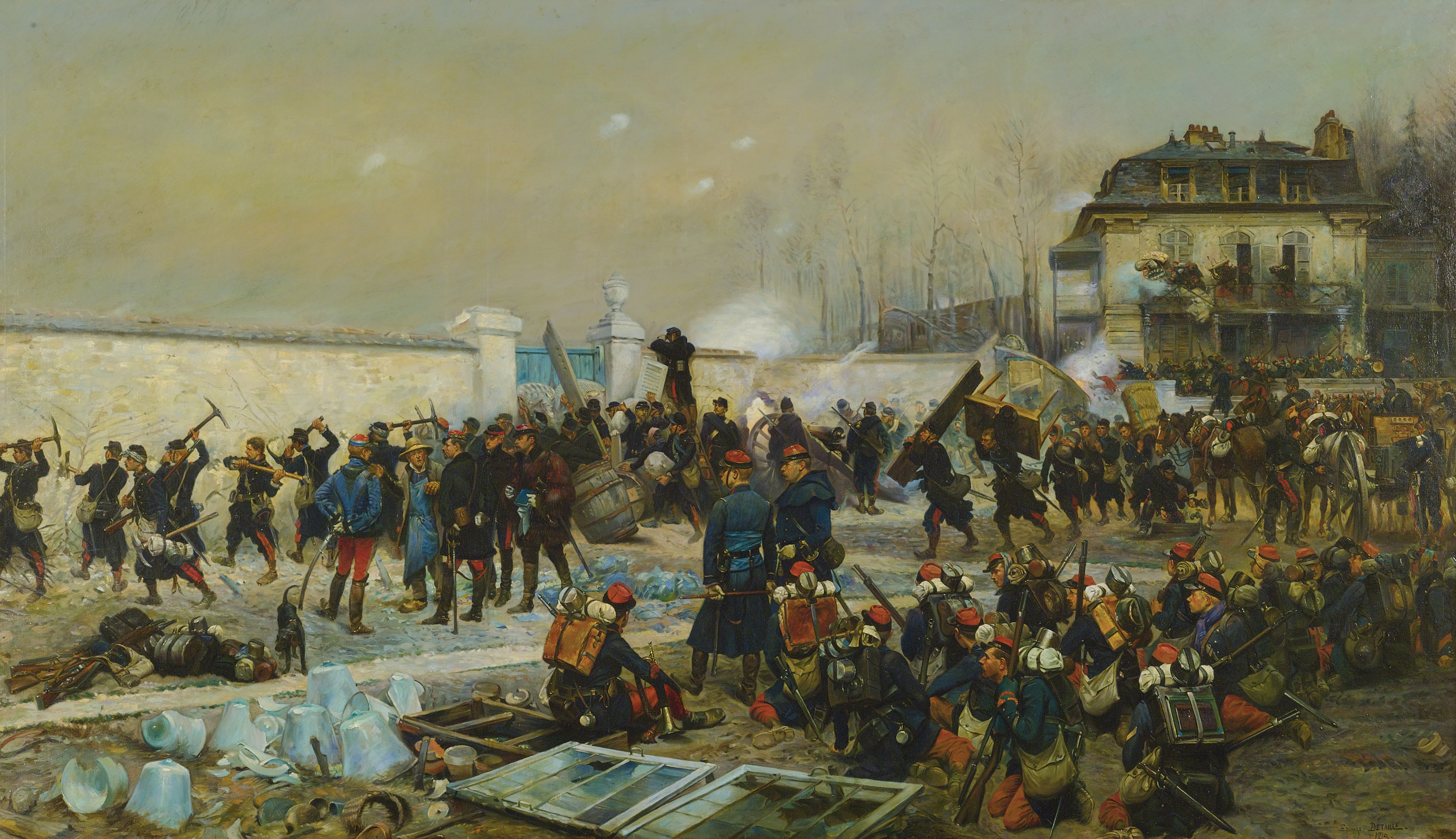
Champigny, décembre 1870 (Jean-Baptiste-Édouard Detaille, 1879)

In de middeleeuwen lagen hier twee heerlijkheden, Champigny en Coeuilly. In 1545 kreeg Champigny het koninklijk privilege om een donderdagmarkt te houden en in 1553 om twee jaarmarkten te organiseren. De plaats kreeg een befaamde varkensmarkt. Het was een landbouwgemeente met op de heuvels wijngaarden en daartussen boomgaarden. Op het plateau boven de rivier lagen graanvelden en bossen. In de 18e eeuw bouwden enkele rijke Parijzenaars een buitenverblijf in Champigny. Vanaf het midden van de 19e eeuw begon de gemeente te verstedelijken. Er werden nieuwe wijken gebouwd. De guinguettes (uitgaansgelegenheden langs de Marne) waren populair bij de Parijzenaars, onder andere omdat er geen taks (octroi) werd geheven op de drank, wat wel het geval was in Parijs.
Tussen 30 november en 2 december 1870 werd er hevig gevochten in Champigny tussen Fransen en Pruisen, die de stad Parijs belegerden.
Door de bouw van twee bruggen over de Marne in 1899 raakte het eerder geïsoleerde Champigny ontsloten. Er volgde een snelle bevolkingsgroei en landbouwgrond moest plaatsmaken voor woonwijken. De gemeente kende wel niet de sterke opkomst van industrie die andere gemeenten aan de rand van Parijs als Ivry-sur-Seine, Vitry-sur-Seine of Choisy-le-Roi kenmerkte. In 1938 werd hier Deutsch et Bonnet opgericht, een Franse fabrikant van sportauto's. De sterke bevolkingsgroei zette zich door na de Tweede Wereldoorlog en omdat er onvoldoende huisvesting was ontstonden er krottenwijken. Zo woonden er naar schatting 14.000 mensen, voornamelijk Portugese immigranten, in krottenwijken in Champigny. Er volgden grote werken om huisvesting en voorzieningen te voorzien voor de nieuwkomers en de laatste landbouwgronden verdwenen hiervoor.

## Geografie
De oppervlakte van Champigny-sur-Marne bedroeg op 1 januari 2022 11,3 vierkante kilometer; de bevolkingsdichtheid was toen 6.935,1 inwoners per km². De gemeente ligt deels in een meander van de Marne.
De onderstaande kaart toont de ligging van Champigny-sur-Marne met de belangrijkste infrastructuur en aangrenzende gemeenten.

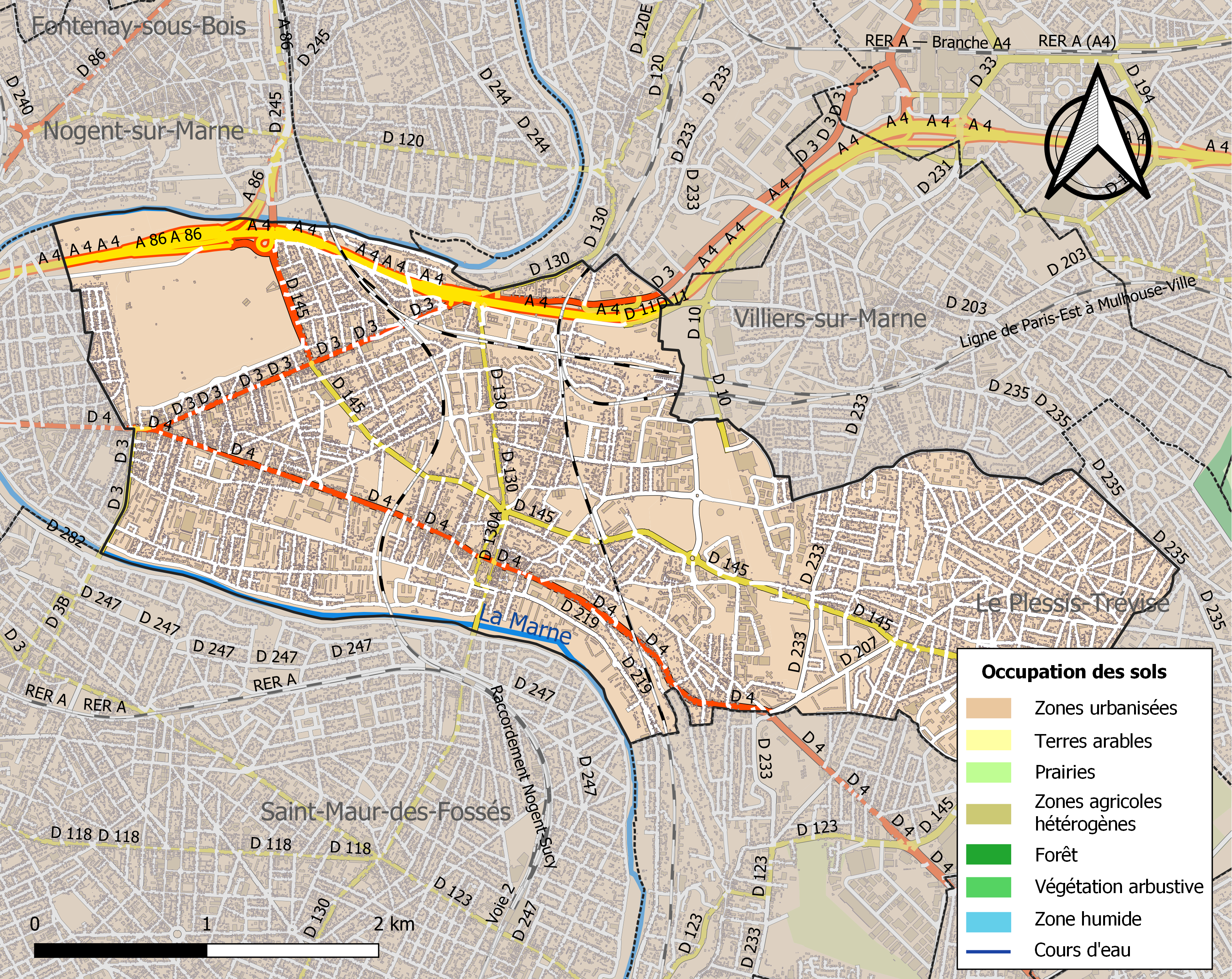

## Demografie

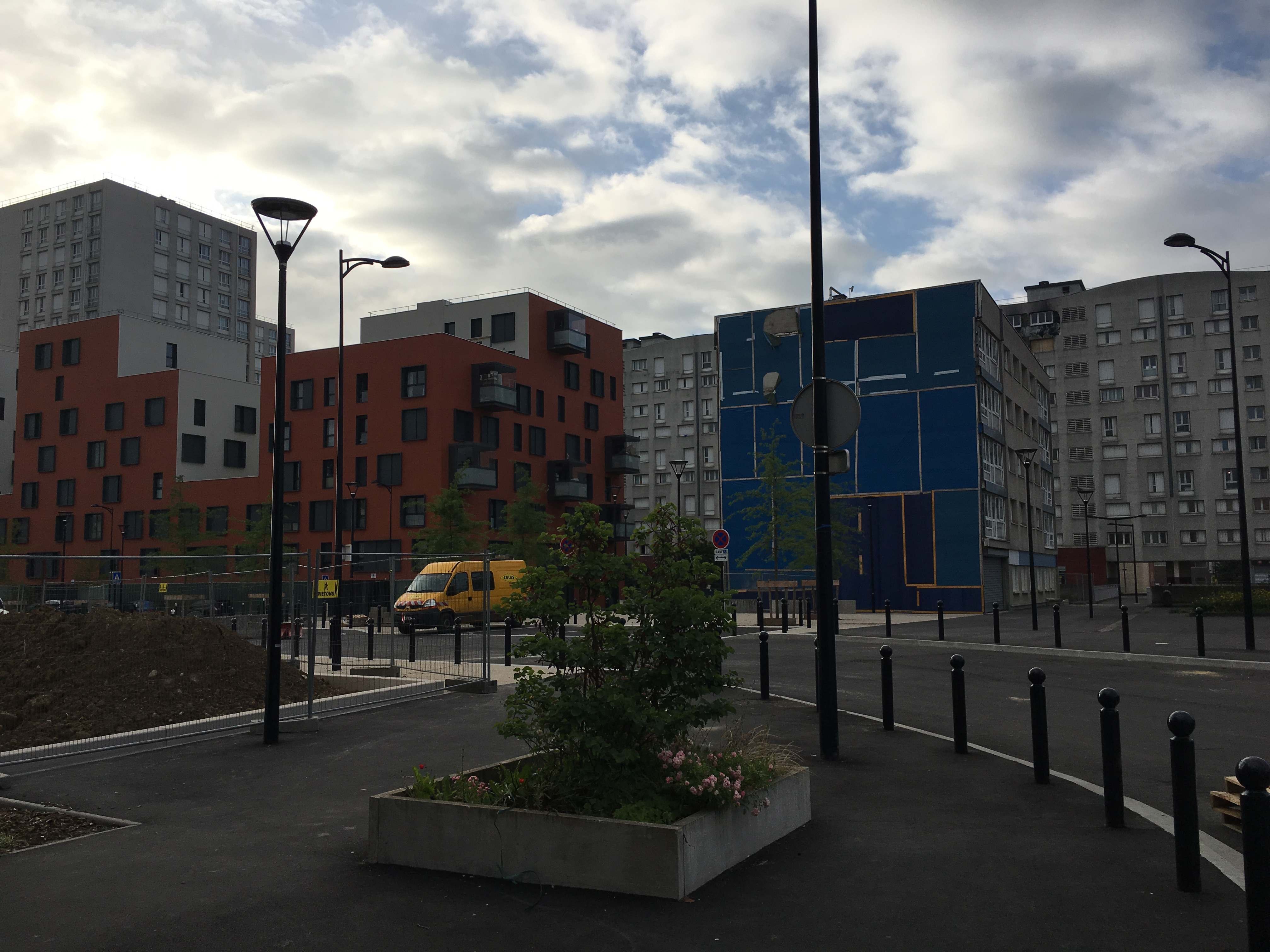
Appertementsgebouwen in de Cité de Bois-l'Abbé

Tussen de 17e en de 19e eeuw was er weinig bevolkigsgroei en schommelde het inwoneraantal rond de duizend. In 1801 telde de gemeente 1.233 inwoners, Campinois(es) genoemd. Vanaf het midden van de 19e eeuw steeg de bevolking snel. In 1881 waren er 3.084 inwoners en in 1901 waren dit er 6.655. Tijdens het interbellum kende de bevolking een explosieve groei door migratie vanop het platteland en door immigratie vanuit andere Europese landen. In 1936 telde de gemeente 28.883 inwoners. Ook na de Tweede Wereldoorlog zette de groei door immigratie zich voort. De nieuwkomers waren aanvankelijk voornamelijk Italianen en Portugezen. Daarna volgden immigranten van buiten Europa. In 1975 telde de gemeente een inwoneraantal van 80.291. Daarna vlakte dit af.
Onderstaande figuur toont het verloop van het inwonertal (bron: INSEE-tellingen).

## Verkeer en vervoer
De autosnelweg A4 loopt door de gemeente.
Champigny-sur-Marne heeft een treinstation aan de RER E, station Les Boullereaux-Champigny.

## Bekende personen

### Geboren
- Étienne Brûlé (c. 1592 – c. juni 1633), woudloper
- Georges Wilson (1921-2010), acteur en theaterregisseur
- Marie Bunel (1961), actrice
- Billy Ketkeophomphone (24 maart 1990), Laotiaans voetballer
- Nicolas Senzemba (25 maart 1996), voetballer
- Jeff Reine-Adélaïde (17 januari 1998), voetballer

### Overleden
- Jules Rossi (1914-1968), Italiaans wielrenner

### Begraven
- René Bonnet (1904-1983), fabrikant van sportwagens

## Stedenbanden
Champigny-sur-Marne heeft stedenbanden met:
- Alpiarça (Portugal), sinds 2006
- Bernau (Duitsland), sinds 1962
- Jalapa (Nicaragua), sinds 1983
- Musselburgh (Schotland)
- Rosignano Marittimo (Italië), sinds 1963